# Silvite
La silvite è un minerale, un cloruro di potassio, appartenente al gruppo dell'halite.
Il nome deriva da Franciscus Sylvius (15 marzo 1614 - 16 novembre 1672), naturalista e chimico olandese.
Descritta per la prima volta da François Sulpice Beudant, geologo e mineralogista francese.

## Abito cristallino
Generalmente cubi e ottaedri.

## Origine e giacitura
Si origina in depositi di sale marino, laghi salati e in emanazioni vulcaniche spesso associata a kainite ed a kieserite. La paragenesi è con carnallite e salgemma.

## Forma in cui si presenta in natura
Si presenta in cristalli, aggregati granulari fibrosi o terrosi e in incrostazioni.

## Caratteri fisico-chimici
È igroscopica e fonde alla fiamma di candela. Solubile in acqua, è piuttosto insolubile in etanolo.

Il sapore è salato, ma con una punta di amaro.
Poiché è molto simile nell'aspetto al salgemma, l'analisi chimica è uno dei mezzi migliori per distinguere le due specie. Un saggio oltremodo semplice e alla portata di tutti consiste nel verificare la presenza preponderante del potassio, mediante la tipica colorazione roseo-violetta che i sali di questo elemento impartiscono alla fiamma di un becco di Bunsen o alla semplice fiamma del gas.

La colorazione gialla del sodio, che è sempre presente nella silvite in piccole quantità, può tuttavia spesso mascherare questo effetto: si consiglia pertanto di osservare la fiamma attraverso un vetro azzurro al cobalto, che ha la proprietà di assorbire la luce gialla.
Ad un esame più sommario, si può notare che la silvite è più plastica del salgemma: se dei pezzetti molto piccoli vengono premuti tra due pezzetti di vetro, si osserva che il minerale tende a schiacciarsi come la cera, mentre il salgemma si riduce in polvere sempre più fine.
- Peso molecolare: 74.55 grammomolecole[1]
- Densità di elettroni: 1,92 g/cm³[1]
- Indici quantici[1]:
  - Fermioni: 0,000062934
  - Bosoni: 0,999937066
- Indici di fotoelettricità[1]:
  - PE: 8.47 barn/elettroni
  - ρ: 16.28 barn/cm³

## Località di ritrovamento
Si trova a Kaluš, in Ucraina; a Sol-Iletsk, nell'Oblast' di Orenburg, in Russia.

A Zhiliansk e Asce-bulak, nel Kazakistan. A Mulhouse, nell'Alsazia e a Sondershausen, nell'Harz.

A Staßfurt in Germania, a Carlsbad nel Nuovo Messico.
In Etiopia sono stati trovati giacimenti nella Regione degli Afar.
In Italia è stata segnalata nelle fumarole del Vesuvio e dell'Etna; nella miniera di Bosco Stincone, a San Cataldo, in provincia di Caltanissetta; e nella miniera Pasquasia, nel territorio comunale di Enna.

## Utilizzi
Serve come fonte di sali di potassio per l'industria chimica ed anche, macinata, come fertilizzante. La Silvite viene anche chiamata "Silvinite".